# انتخابات الرئاسة السلفادورية 2014
انتخابات الرئاسة السلفادورية 2014 هي الانتخابات الرئاسية التي جرت في 2 فبراير 2014، في السلفادور، لانتخاب رئيس السلفادور، فاز بالانتخابات سلفادور سانشيز سيرين.